# Alerón (náutica)

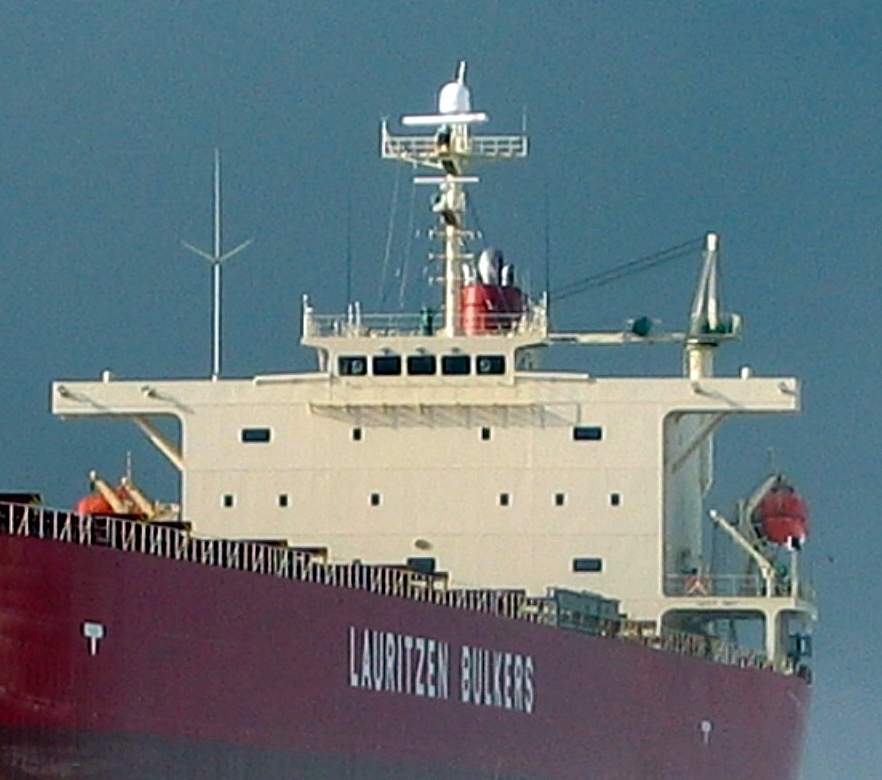
Vista de los alerones de un carguero.

En náutica, el alerón son las plataformas adyacentes al puente de mando que se construyen a ambas bandas (Ing. Bridge wing).
Normalmente tiene la doble finalidad de servir de punto de observación para las mediciones astronómicas, y durante las maniobras de atraque o desatraque brindar un punto de observación que permita visualizar la banda o costado del buque que toca muelle.
Se instala en ellos repetidores del compás de navegación de forma que se puedan efectuar desde allí marcaciones a faros o medir el acimut de los astros.
En la construcción promedio se trata de una plataforma descubierta, pero en buques diseñados para climas muy fríos (rompehielos) los alerones son parte de la timonera.
En el mamparo frontal se construye un rompe viento para facilitar la visión hacia proa.
- Datos: Q8194511